# Víctor Hugo Peña
Víctor Hugo Peña Grisales (Bogota, 10 juli 1974) is een Colombiaans voormalig wielrenner.

## Carrière
Víctor Hugo Peña werd in 1997 beroepswielrenner bij Telecom-Flavia. Van 2001 tot en met 2004 maakte hij deel uit van de US Postal-formatie. Peña reed bij US Postal in 2001, 2002 en 2003 de Ronde van Frankrijk in dienst van Lance Armstrong. In 2003 was Peña de eerste Colombiaanse drager van de gele trui in de Ronde van Frankrijk. Na de ploegentijdrit, die door US Postal Service gewonnen werd, was hij de hoogst geklasseerde renner en zodoende mocht hij de trui aantrekken. Hij behield het geel drie dagen.
Na het seizoen 2012 zette Peña een punt achter zijn wielercarrière.

## Belangrijkste overwinningen
1997
- Colombiaans kampioenschap individuele tijdrit

2000
- 11e etappe Ronde van Italië (individuele tijdrit)

2002
- 4e etappe Ronde van Nederland
- Eindklassement Ronde van Murcia

2003
- 4e etappe Ronde van Murcia
- 4e etappe Ronde van Frankrijk (ploegentijdrit) met Manuel Beltrán, Roberto Heras, George Hincapie, Floyd Landis, Vjatsjeslav Jekimov, Pavel Padrnos en Chechu Rubiera

2004
- 1e etappe Ronde van Spanje (ploegentijdrit) met Michael Barry, Manuel Beltrán, Benoît Joachim, Floyd Landis, Gennadi Michajlov, Antonio Cruz, Max van Heeswijk en David Zabriskie

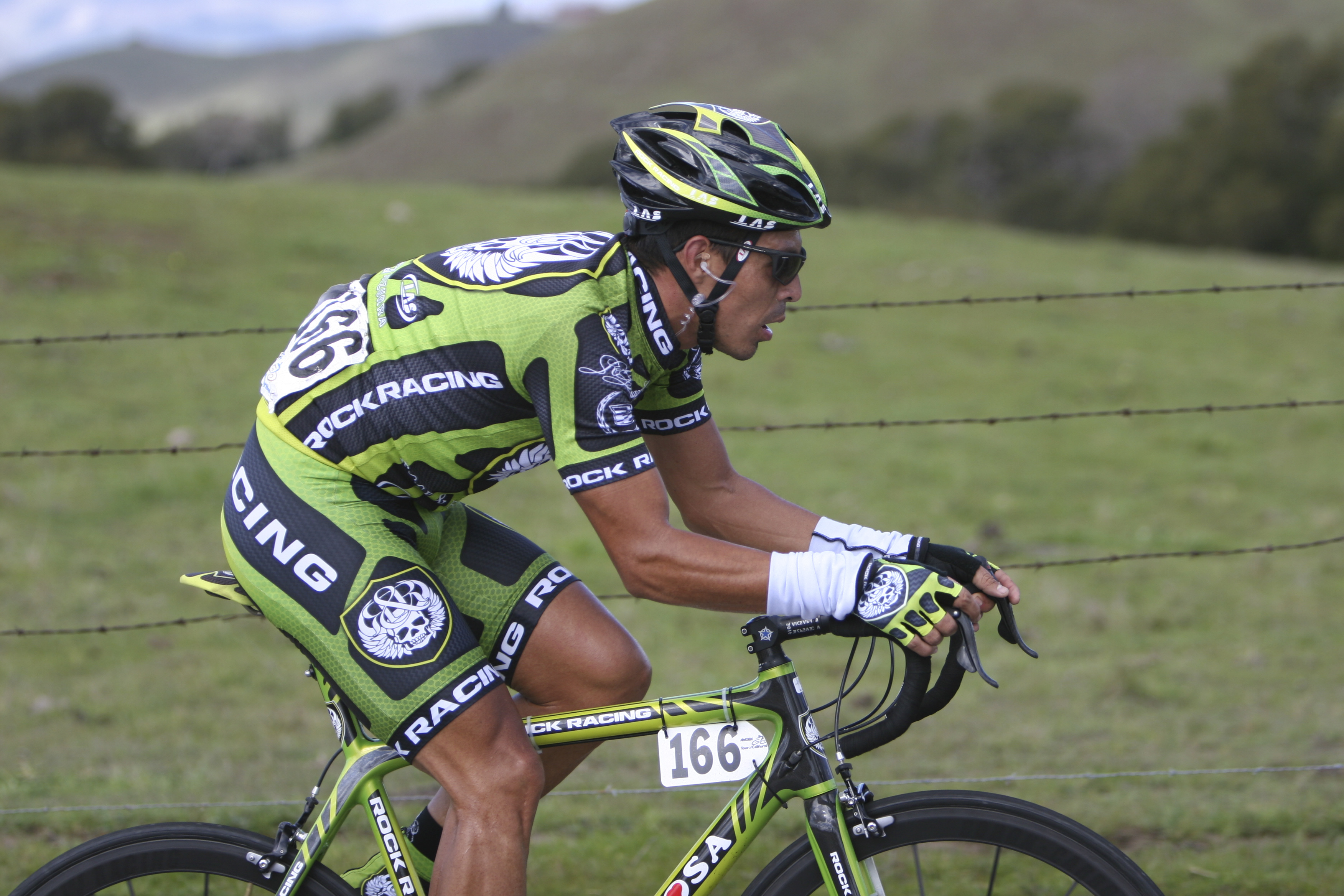
Víctor Hugo Peña.

2008
- 7e etappe Ronde van Colombia

## Resultaten in voornaamste wedstrijden
| Jaar | Ronde van Italië | Ronde van Frankrijk | Ronde van Spanje |
| ---- | ---------------- | ------------------- | ---------------- |
| 1998 |                  |                     | opgave           |
| 1999 | 63e              |                     | opgave           |
| 2000 | 15e (1)          |                     | 45e              |
| 2001 |                  | 79e                 | 91e              |
| 2002 |                  | 73e                 | opgave           |
| 2003 |                  | 88e                 |                  |
| 2004 |                  |                     | 45e              |
| 2006 | 9e               | 121e                |                  |

| Jaar | Milaan-San Remo | Luik-Bast.‑Luik |  | Wereldranglijsten |
| ---- | --------------- | --------------- |  | ----------------- |
| 1998 |                 |                 |  |                   |
| 1999 | 127e            |                 |  |                   |
| 2000 |                 | 31e             |  |                   |
| 2001 |                 |                 |  |                   |
| 2002 |                 |                 |  |                   |
| 2003 | 104e            |                 |  |                   |
| 2004 | 92e             |                 |  |                   |
| 2006 |                 |                 |  | 96e (UPT)         |